# Alessandro d'Este (cardinal)
Pour les articles homonymes, voir Alessandro d'Este.
Alessandro d'Este (né le 5 mai 1568 à Ferrare, en Émilie-Romagne, alors capitale du duché de Ferrare et mort le 13 mai 1624 à Rome) est un cardinal italien du XVIe siècle et XVIIe siècle.
Il est un fils naturel d'Alphonse d'Este, marquis de Montecchio, et le frère de César d'Este, le premier duc de Modène. Il est un parent des cardinaux Ippolito I d'Este (1493), Ippolito II d'Este (1538), Luigi d'Este (1561), Rinaldo d'Este (1641) et Rinaldo d'Este (1686).

## Biographie
Alessandro d'Este est prieur de Santa Maria della Pomposa et archiprêtre de Bondeno. Le pape Clément VIII le crée cardinal lors du consistoire du 3 mars 1599. Il est nommé évêque de Reggio d'Émilie en 1621.
Le cardinal d'Este participe aux deux conclaves de 1605 (élection de Léon XI et Paul V), ainsi qu'à ceux de 1621 (élection de Grégoire XV) et de 1623 (élection d'Urbain VIII).